# Мечеть Хусамеддіна-паші
Мече́ть Хусамедді́на-паші́ (мак. Џамија Хусамедин Паша) — мусульманська культова споруда та пам'ятка культурної спадщини, розташована у місті Штип, Північна Македонія. Мечеть належить до Штипського муфтійства.
Побудована в другій половині 16 століття. Християни в Штипі вважають, що мечеть побудували на фундаменті церкви, присвяченої святому Іллі.
За словами відомого турецького письменника-мандрівника Евлії Челебі, який відвідав місто Штип у 1662 році, мечеть побудована з кам'яним мінаретом і свинцевим дахом. Мечеть, за традицією, була побудована на грошову пожертву самого Хусамеддіна-паші. Поряд з мечеттю знаходиться могила Хусамеддіна-паші.
Мечеть має квадратну форму в основі з шестигранним тамбуром, який спирається безпосередньо на чотири бічні стіни, і напівсферичним куполом.